# Francisco Garcia (político)
Francisco Garcia Rodrigues (Manaus, 30 de dezembro de 1948) é um médico, empresário e político brasileiro que foi vice-governador do Amazonas.

## Dados biográficos
Filho de José Garcia Rodrigues e Dolores Rodrigues Garcia. Formou-se em Medicina pela Universidade Federal do Amazonas em 1974 expandido suas atividades para o meio empresarial e por anos (1990-2009) foi sócio-gerente da TV Rio Negro. Sua estreia política aconteceu com o ingresso no PFL em 1986 chegando à tesouraria do diretório estadual. Por seis anos (1989-1995) presidiu a Federação das Indústrias do Estado do Amazonas e diretor regional do Serviço Social da Indústria. Em 1990 foi eleito vice-governador na chapa de Gilberto Mestrinho. Em 1994 perdeu a eleição para senador, no entanto foi nomeado secretário de Saúde durante a segunda passagem de Amazonino Mendes pelo governo do estado. Nesse período tornou-se presidente de honra do diretório estadual do PFL e também do respectivo Conselho de Ética. Foi eleito deputado federal em 1998 e 2002. Ao assumir o segundo mandato passou rapidamente pelo PPS e migrou para o PP onde permaneceu até a não indicação de sua filha, Rebecca Garcia, como candidata a vice-prefeita de Manaus na chapa vitoriosa de Amazonino Mendes (PTB) em 2008.
Sua filha foi eleita deputada federal em 2006 e 2010. Em 2010 Francisco Garcia foi eleito primeiro suplente da senadora Vanessa Grazziotin.